# William Windom
William Windom (New York, 28 settembre 1923 – Woodacre, 16 agosto 2012) è stato un attore statunitense.
È celebre per l'interpretazione del Dottor Seth Hazlitt nella serie La signora in giallo, ma le sue prime apparizioni televisive risalgono agli anni cinquanta, a partire dalla serie Lights Out.

## Biografia
Fece il suo esordio sulle scene teatrali a Broadway con una versione dell'Enrico VIII. Combatté nella seconda guerra mondiale come paracadutista.
Prese parte a numerose serie televisive tra le quali Bonanza, Marcus Welby, Fantasilandia, Love Boat, A-Team, Magnum, P.I., Star Trek, JAG - Avvocati in divisa. Interpretò una serie tutta sua nel 1969, quando ebbe il ruolo di protagonista ne Il fantastico mondo di Mr. Monroe, in cui impersonò un disegnatore di fumetti che si divideva tra il suo mondo disegnato e la sua famiglia, moglie e figlia.
Oltre che sul piccolo schermo, lavorò in grandi film come Il buio oltre la siepe (1962) di Robert Mulligan e Anche gli uccelli uccidono (1970) di Robert Altman.
Morì nel 2012, all'età di 88 anni, a seguito di una insufficienza cardiaca.

## Filmografia parziale

### Cinema
- Il buio oltre la siepe (To Kill a Mockingbird), regia di Robert Mulligan (1962)
- Il vendicatore del Texas (Cattle King), regia di Tay Garnett (1963)
- Per soldi o per amore (For Love or Money), regia di Michael Gordon (1963)
- One Man's Way, regia di Denis Sanders (1964)
- Tempo di guerra, tempo d'amore (The Americanization of Emily), regia di Arthur Hiller (1964)
- L'ora delle pistole (Hour of the Gun), regia di John Sturges (1967)
- Inchiesta pericolosa (The Detective), regia di Gordon Douglas (1968)
- The Angry Breed, regia di David Commons (1968)
- I temerari (The Gypsy Moths), regia di John Frankenheimer (1969)
- Anche gli uccelli uccidono (Brewster McCloud), regia di Robert Altman (1970)
- La macchia della morte (The Mephisto Waltz), regia di Paul Wendkos (1971)
- Fuga dal pianeta delle scimmie (Escape from the Planet of the Apes), regia di Don Taylor (1971)
- L'uomo dinamite (Fools' Parade), regia di Andrew V. McLaglen (1971)
- Spruzza, sparisci e spara (Now You See Him, Now Youn Don't), regia di Robert Butler (1972)
- The Man, regia di Joseph Sargent (1972)
- Stevie, Samson and Delilah, regia di Steve Hawkes (1975)
- Echi di una breve estate (Echoes of a Summer), regia di Don Taylor (1976)
- Arizona campo 4 (Mean Dog Blues), regia di Mel Stuart (1978)
- Goodbye, Franklin High, regia di Mike MacFarland (1978)
- Separate Ways, regia di Howard Avedis (1981)
- Last Plane Out, regia di David Nelson (1983)
- Prince Jack, regia di Bert Lovitt (1984)
- Bulldozer, regia di Randal Kleiser (1984)
- Space Rage, regia di Conrad E. Palmisano (1985)
- Means and Ends, regia di Jean-Michel Michenaud (1985)
- Welcome Home, cortometraggio, regia di Arlene Sanford (1986)
- Street Justice - Un'ombra nella notte (Street Justice), regia di Richard C. Sarafian (1987)
- Funland, regia di Michael A. Simpson (1987)
- Un biglietto in due (Planes, Trains & Automobiles), regia di John Hughes (1987)
- Dead Aim, regia di William VanDerKloot (1987)
- Un amore rinnovato (She's Having a Baby), regia di John Hughes (1988)
- Committed, regia di William A. Levey (1991)
- Sommersby, regia di Jon Amiel (1993)
- Miracolo nella 34ª strada (Miracle on 34th Street), regia di Les Mayfield (1994)
- Fino a prova contraria (True Crime), regia di Clint Eastwood (1999)
- The Thundering 8th, regia di Donald Borza II (2000)
- Early Bird Special, regia di Mark Jean (2001)
- Raising Dead, regia di Kent R. Karemaker (2002)
- Dopamine, regia di Mark Decena (2003)
- Dismembered, regia di Ewing Miles Brown (2003)
- Yesterday's Dreams, regia di Scott Thomas (2005)

### Televisione
- The Philco Television Playhouse – serie TV, 2 episodi (1949)
- Lights Out – serie TV, episodio 2x39 (1950)
- Masterpiece Playhouse – serie TV, 1 episodio (1950)
- Omnibus – serie TV, 1 episodio (1955)
- Robert Montgomery Presents – serie TV, 4 episodi (1951-1957)
- Dial M for Murder – film TV (1958)
- Play of the Week – serie TV, 1 episodio (1960)
- Guestward Ho! – serie TV, 1 episodio (1960)
- Armstrong Circle Theatre – serie TV, 1 episodio (1961)
- I detectives (The Detectives) – serie TV, episodio 3x01 (1961)
- The New Breed – serie TV, episodio 1x05 (1961)
- Scacco matto (Checkmate) – serie TV, episodio 2x05 (1961)
- Cheyenne – serie TV, 1 episodio (1961)
- Ben Casey – serie TV, episodio 1x10 (1961)
- Surfside 6 – serie TV, episodi 2x08-2x19 (1961-1962)
- The Gertrude Berg Show – serie TV, 1 episodio (1962)
- Bus Stop – serie TV, episodio 1x22 (1962)
- The Donna Reed Show – serie TV, 2 episodi (1961-1962)
- Follow the Sun – serie TV, episodio 1x27 (1962)
- Thriller – serie TV, episodio 2x27 (1962)
- Kraft Mystery Theater – serie TV, 1 episodio (1962)
- The Gallant Men – serie TV, episodio 1x01 (1962)
- Lucy Show (The Lucy Show) – serie TV, 1 episodio (1962)
- Seven Times Monday – film TV (1962)
- Stoney Burke – serie TV, 1 episodio (1962)
- Combat! – serie TV, 1 episodio (1963)
- Ai confini della realtà (The Twilight Zone) – serie TV, 2 episodi (1961-1963)
- Empire – serie TV, 1 episodio (1963)
- Indirizzo permanente (77 Sunset Strip) – serie TV, 2 episodi (1962-1963)
- The Farmer's Daughter – serie TV, 101 episodi (1963-1966)
- Twelve O'Clock High – serie TV, 1 episodio (1966)
- Selvaggio west (The Wild Wild West) – serie TV, episodio 2x06 (1966)
- Iron Horse – serie TV, episodio 1x13 (1966)
- I giorni di Bryan (Run for Your Life) – serie TV, episodio 2x18 (1967)
- Il fuggiasco (The Fugitive) – serie TV, 1 episodio (1967)
- Polvere di stelle (Bob Hope Presents the Chrysler Theatre) – serie TV, 1 episodio (1967)
- Star Trek – serie TV, episodio 2x6 (1967)
- Gli invasori (The Invaders) – serie TV, 3 episodi (1967)
- Custer – serie TV, 1 episodio (1967)
- L'orso Ben (Gentle Ben) – serie TV, 1 episodio (1967)
- Due avvocati nel West (Dundee and the Culhane) – serie TV, 1 episodio (1967)
- Al banco della difesa (Judd for the Defense) – serie TV, 3 episodi (1967)
- Prescrizione assassinio - Colombo – film TV (1968)
- Bonanza – serie TV, episodio 9x23 (1968)
- Mod Squad, i ragazzi di Greer (The Mod Squad) – serie TV, 1 episodio (1969)
- Lancer – serie TV, episodio 1x20 (1969)
- Sui sentieri del West (The Outcasts) – serie TV, episodio 1x23 (1969)
- The Outsider – serie TV, episodio 1x26 (1969)
- CBS Playhouse – serie TV, 1 episodio (1969)
- Tony e il professore (My Friend Tony) – serie TV, 1 episodio (1969)
- House on Greenapple Road – film TV (1970)
- Il fantastico mondo di Mr. Monroe (My World and Welcome to It) – serie TV, 26 episodi (1969-1970)
- Reporter alla ribalta (The Name of the Game) – serie TV, 2 episodi (1968-1970)
- The Forty-Eight Hour Mile – film TV (1970)
- Quella strana ragazza (That Girl) – serie TV, 1 episodio (1970)
- Big Fish, Little Fish – film TV (1971)
- Assault on the Wayne – film TV (1971)
- Il virginiano (The Virginian) – serie TV, 4 episodi (1967-1971)
- Due onesti fuorilegge (Alias Smith and Jones) – serie TV, 1 episodio (1971)
- Uomini di legge (Storefront Lawyers) – serie TV, 1 episodio (1971)
- Is There a Doctor in the House – film TV (1971)
- Arcibaldo (All in the Family) – serie TV, 1 episodio (1971)
- Escape - film TV (1971)
- Cannon – serie TV, 1 episodio (1971)
- Il gusto del peccato (A Taste of Evil) – film TV (1971)
- Marriage: Year One – film TV (1971)
- Lo sceriffo del sud (Cade's County) – serie TV, 1 episodio (1971)
- Marcus Welby (Marcus Welby, M.D.) – serie TV, 1 episodio (1971)
- Un uomo per la città (The Man and the City) – serie TV, 1 episodio (1971)
- Una famiglia americana (The Waltons) – serie TV, 1 episodio (1971)
- The Homecoming: A Christmas Story – film TV (1971)
- Colombo (Columbo) – serie TV, episodio 1x06 (1972)
- Second Chance – film TV (1972)
- Ironside – serie TV, 2 episodi (1968-1972)
- Mistero in galleria (Night Gallery) – serie TV, 2 episodi (1971-1972)
- Jimmy Stewart Show – serie TV, 1 episodio (1972)
- The New Healers – film TV (1972)
- Banacek – serie TV, 1 episodio (1972)
- Gunsmoke – serie TV, 3 episodi (1961-1972)
- Ghost Story – serie TV, 1 episodio (1972)
- A Tutte le auto della polizia (The Rookies) – serie TV, 1 episodio (1972)
- A Great American Tragedy – film TV (1972)
- Love, American Style – serie TV, 3 episodi (1970-1972)
- F.B.I. (The F.B.I.) – serie TV, 5 episodi (1966-1972)
- Pursuit – film TV (1972)
- Missione impossibile (Mission: Impossible) – serie TV, 4 episodi (1967-1973)
- La famiglia Partridge (The Partridge Family) – serie TV, 1 episodio (1973)
- The Girls of Huntington House – film TV (1973)
- Winesburg, Ohio – film TV (1973)
- Delphi Bureau (The Delphi Bureau) – serie TV, 1 episodio (1973)
- Dottor Simon Locke (Dr. Simon Locke) – serie TV, 1 episodio (1973)
- Tenafly – serie TV, 1 episodio (1973)
- Griff – serie TV, 1 episodio (1973)
- Hawkins – serie TV, 1 episodio (1973)
- The Girl with Something Extra – serie TV, 3 episodi (1973-1974)
- Arriva l'elicottero (Chopper One) – serie TV, 1 episodio (1974)
- Murder in the First Person Singular – film TV (1974)
- The Day the Earth Moved – film TV (1974)
- Hawaii Squadra Cinque Zero (Hawaii Five-O) – serie TV, 2 episodi (1969-1974)
- Il rapimento di Anna (The Abduction of Saint Anne) – film TV (1975)
- Lucas Tanner – serie TV, 1 episodio (1975)
- Journey from Darkness – film TV (1975)
- S.W.A.T. – serie TV, 1 episodio (1975)
- Mannix – serie TV, 3 episodi (1968-1975)
- Petrocelli – serie TV, 2 episodi (1974-1975)
- Guilty or Innocent: The Sam Sheppard Murder Case – film TV (1975)
- Doctors' Hospital – serie TV, 1 episodio (1975)
- Le strade di San Francisco (The Streets of San Francisco) – serie TV, 3 episodi (1972-1976)
- Medical Center – serie TV, 5 episodi (1969-1976)
- Insight – serie TV, 3 episodi (1970-1976)
- Bridger – film TV (1976)
- Doc – serie TV, 1 episodio (1976)
- Richie Brockelman: The Missing 24 Hours – film TV (1976)
- La donna bionica (The Bionic Woman) – serie TV, 1 episodio (1976)
- Ragazzo di provincia (Gibbsville) – serie TV, 1 episodio (1976)
- The Feather and Father Gang – serie TV, 1 episodio (1976)
- Militari di carriera (Once an Eagle) – miniserie TV, 4 episodi (1976)
- L'impareggiabile giudice Franklin (The Tony Randall Show) – serie TV, 1 episodio (1976)
- McMillan e signora (McMillan & Wife) – serie TV, 2 episodi (1974-1977)
- Settima strada (Seventh Avenue) – miniserie TV, 3 episodi (1977)
- Hunter – serie TV, 1 episodio (1977)
- Pepper Anderson - Agente speciale (Police Woman) – serie TV, 2 episodi (1974-1977)
- Quincy (Quincy M.E.) – serie TV, 1 episodio (1977)
- In casa Lawrence (Family) – serie TV, 1 episodio (1977)
- Disneyland – serie TV, 1 episodio (1977)
- Alla conquista dell'Oregon (The Oregon Trail) – serie TV, episodi 1x01-1x02 (1977)
- Kojak – serie TV, 1 episodio (1977)
- Hunters of the Reef – film TV (1978)
- W.E.B. – serie TV, 1 episodio (1978)
- Brothers and Sisters – serie TV, 12 episodi (1979)
- Blind Ambition – miniserie TV, 4 episodi (1979)
- Portrait of a Rebel: The Remarkable Mrs. Sanger – film TV (1980)
- Landon Landon & Landon – serie TV (1980)
- Dallas – serie TV, 2 episodi (1980)
- Uno sceriffo contro tutti (Walking Tall) – serie TV, 1 episodio (1981)
- L'incredibile Hulk (The Incredible Hulk) – serie TV, episodio 4x11 (1981)
- Doppio gioco a San Francisco (Foul Play) – serie TV, 1 episodio (1981)
- Giorno per giorno (One Day at a Time) – serie TV, 1 episodio (1981)
- Un sorriso per vivere (Leave 'em Laughing) – film TV (1981)
- Side Show – film TV (1981)
- Flamingo Road – serie TV, 1 episodio (1981)
- Fantasilandia (Fantasy Island) – serie TV, 1 episodio (1982)
- Desperate Lives – film TV (1982)
- The Rules of Marriage – film TV (1982)
- Cuore e batticuore (Hart to Hart) – serie TV, 1 episodio (1982)
- Trapper John (Trapper John, M.D.) – serie TV, 2 episodi (1979-1982)
- Love Boat (The Love Boat) – serie TV, 3 episodi (1979-1983)
- Ralph supermaxieroe (The Greatest American Hero) – serie TV, 1 episodio (1983)
- A-Team (The A-Team) – serie TV, episodio pilota (1ª e 2ª parte), stagione I (1983)
- La mamma è sempre la mamma (Mama's Family) – serie TV, 1 episodio (1983)
- The Tom Swift and Linda Craig Mystery Hour – film TV (1983)
- Matt Houston – serie TV, 2 episodi (1982-1983)
- L'albero delle mele (The Facts of Life) – serie TV, 1 episodio (1983)
- Lottery! – serie TV, 1 episodio (1983)
- Automan – serie TV, 1 episodio (1983)
- A cuore aperto (St. Elsewhere) – serie TV, 1 episodio (1984)
- Simon & Simon – serie TV, 1 episodio (1984)
- Why Me? – film TV (1984)
- Yellow Rose – serie TV, 2 episodi (1984)
- Pigs vs. Freaks – film TV (1984)
- Velvet – film TV (1984)
- A passo di fuga (Hot Pursuit) – serie TV, 1 episodio (1984)
- Hunter – serie TV, 1 episodio (1984)
- Autostop per il cielo (Highway to Heaven) – serie TV, episodio 4x18 (1985)
- Patto di amore e di morte (Surviving) – film TV (1985)
- Hotel – serie TV, 1 episodio (1985)
- Hardcastle & McCormick (Hardcastle and McCormick) – serie TV, 1 episodio (1985)
- Dirty Work – film TV (1985)
- Supercopter (Airwolf) – serie TV, 1 episodio (1985)
- Supercar (Knight Rider) – serie TV, episodio 4x09 (1985)
- Magnum, P.I. – serie TV, 1 episodio (1986)
- Comedy Factory – serie TV, 1 episodio (1986)
- There Must Be a Pony – film TV (1986)
- Mathnet – serie TV, 1 episodio (1987)
- Square One TV – serie TV, 3 episodi (1987)
- Bravo Dick (Newhart) – serie TV, 1 episodio (1987)
- Dennis the Menace – film TV (1987)
- Have Faith – serie TV, 3 episodi (1989)
- His & Hers – serie TV, 1 episodio (1990)
- Il ritorno di Tom Sawyer (Back to Hannibal: The Return of Tom Sawyer and Huckleberry Finn) – film TV (1990)
- Amen – serie TV, 2 episodi (1990)
- Babes – serie TV, 1 episodio (1991)
- I Fanelli Boys (The Fanelli Boys) – serie TV, 2 episodi (1991)
- Fra nonni e nipoti (Parenthood) – serie TV, 12 episodi (1990-1991)
- L'occasione della mia vita (Chance of a Lifetime) – film TV (1991)
- L.A. Law - Avvocati a Los Angeles (L.A. Law) – serie TV, 1 episodio (1992)
- Una donna in 'crescendo' (Attack of the 50 Ft. Woman) – film TV (1993)
- Murphy Brown – serie TV, 1 episodio (1994)
- La legge di Burke (Burke's Law) – serie TV, 1 episodio (1995)
- La signora in giallo (Murder, She Wrote) – serie TV, 53 episodi (1985-1996)
- Fugitive X: Innocent Target – film TV (1996)
- Crescere, che fatica! (Boy Meets World) – serie TV, 1 episodio (1998)
- Giudice Amy (Judging Amy) – serie TV, 1 episodio (1999)
- Chicken Soup for the Soul – serie TV, 1 episodio (1999)
- Ally McBeal – serie TV, 1 episodio (2000)
- Providence – serie TV, 1 episodio (2001)
- The District – serie TV, 1 episodio (2001)
- JAG - Avvocati in divisa (JAG) – serie TV, 1 episodio (2002)
- Star Trek: New Voyages – serie TV, 1 episodio (2004)

## Doppiatori italiani
Nelle versioni in italiano delle opere in cui ha recitato, William Windom è stato doppiato da:
- Luciano De Ambrosis ne Le strade di San Francisco (ep. 1x03), Bulldozer
- Gualtiero De Angelis ne Il buio oltre la siepe
- Leo Gavero in La signora in giallo (ep. 2x02, 2x07, 2x10-11, 2x18)
- Bruno Alessandro in La signora in giallo (ep. 2x14, st. 3-12)
- Sergio Tedesco ne Il vendicatore del Texas
- Pino Locchi in Per soldi o per amore
- Carlo Alighiero ne L'ora delle pistole
- Vittorio Di Prima ne I temerari
- Gino La Monica ne Il fantastico mondo di Mr. Monroe
- Giorgio Piazza in Anche gli uccelli uccidono
- Renzo Palmer ne Le strade di San Francisco (ep. 4x17)
- Giuseppe Fortis in Kojak
- Manlio Guardabassi in Hunter
- Gianni Mantesi in Magnum P.I.
- Sergio Graziani in Un amore rinnovato
- Gino Pagnani in Fra nonni e nipoti
- Renato Mori in L'occasione della mia vita
- Giuseppe Rinaldi in Sommersby
- Marcello Tusco in Una donna in crescendo
- Gil Baroni in Miracolo nella 34ª strada
- Elio Zamuto in Inferno a Grand Island
- Toni Orlandi in The District
- Dario De Grassi in JAG - Avvocati in divisa

## Riconoscimenti
- Primetime Emmy Awards
  - 1970 – Migliore attore protagonista in una serie commedia per Il fantastico mondo di Mr. Monroe